# Складнопідрядне речення
Складнопідря́дне ре́чення — складне речення, в якому одне просте речення є головним, а інше (підрядне) граматично залежить від головного і з'єднується з ним за допомогою підрядного сполучника або сполучного слова. Підрядне речення може бути розташовано до, всередині або після головного речення

## Приклади
- «Я знову згадав ті хвилини, що душу п'янили мою» (Володимир Сосюра)

- «Щоб не пламеніти горобині самотньо, посадив я поблизу неї нашу українську калину» (Іван Цюпа)

- «Для нас тоді був цілий світ, як вимріяна казка» (Петро Карманський)

- «Малі дерева схожі на дорослих, як діти на своїх батьків»

- «Вже було за південь, коли минули ліс і виїхали на чистий степ, що легенько піднімався вгору»

- «З дороги було видно, як вився у низині кривульками глибокий та каламутний Прут»

## Підрядні сполучники
Підрядні сполучники у складнопідрядних реченнях приєднують підрядну частину до головної. За значенням їх поділяють на:
- часові: коли, доки, поки, тільки, ледве, як тільки (Пішли, коли стемніло)
- умовні: якщо, якби (аби), коли, тільки (Я був би поетом, якби умів писати вірші!)
- мети: щоб, для того щоб, з тим щоб, аби (Марго вийшла, щоб попрощатися із садом)
- допустові: попри те що, хоч, дарма що, хай (Я встиг, дарма що був останнім в черзі)
- порівняльні: як, ніби, наче, неначе, нібито, начебто (наче пташка, злетів на підвіконня);
- причинові та наслідкові: тому що, бо, через те що (повірив, бо)
- способу дії: щоб, що, як, чим, тим
- міри та ступеня: щоб, що, як, чим, тим (Так швидко, що і обернутися не встиг)
- місця: де, звідки, куди (Ми повернулися у наше рідне село, звідки втекли через війну 10 років тому)

## Види складнопідрядних речень
- Складнопідрядні речення з підрядними з'ясувальними
- Складнопідрядні речення з підрядними означальними
- Складнопідрядні речення з підрядними обставинними

### Складнопідрядні речення з підрядними з'ясувальними
Підрядні з'ясувальні речення — це підрядні речення, які відповідають на питання відмінків: «хто?» «що?» «кого?» «чого?» «кому?» «чому?» «кого?» «що?» «ким?» «чим?» «на кому?» «на чому?»
Підрядні з'ясувальні речення приєднуються до головного речення за допомогою сполучних слів: «який», «чий», «котрий», «де», «куди», «як»; та сполучників: «що», «щоб», «мов», «ніби», «наче», «неначе».
«Раптом виявилось, що Павка великий винахідник-конструктор» (Олександр Копиленко)

### Складнопідрядні речення з підрядними означальними
Складнопідрядне речення з підрядними означальними і підрядними з'ясувальними
Підрядними означальними називаються речення, що пояснюють іменник у головному реченні й відповідають на питання «який?» «яка?» «яке?» «які?»
«Небо, яке засіяли зорі, чудово заблищало» (І. Нечуй-Левицький). «Тигрицею, яку печуть тавром, ревла земля під кінським копитом» (Ю. Клен).
З головним реченням підрядні означальні можуть поєднуватися сполучними словами — займенниками який, котрий, чий, сполучними словами — прислівниками де, куди, звідки, коли, як та сполучниками що, щоб, мов, наче, неначе. У головному реченні можуть бути вказівні слова той, такий.
«Як радію за ту я людину, що загублену радість знайшла» (В. Сосюра).
У шкільній програмі до підрядних означальних належать і займенниково-означальні підрядні. Вони відрізняються тим, що пояснюють не іменник головної частини, а займенник (той, те, весь, все, всякий, кожний і под.), а іноді й іншу частину мови, вжиту в значенні іменника: "Не той блажен, хто загрібає золото." (М. Зеров).

### Складнопідрядні речення з підрядними обставинними
Підрядні обставинні речення — це підрядні речення, які відповідають на ті ж питання, що й обставини в простому реченні.

#### Підрядні речення місця
Підрядні речення місця вказують на місце або напрям дії, про яку йдеться в головному реченні і відповідають на питання «де?» «куди?» «звідки?» або займенника, що пояснюється.
Вони стосуються всього головного речення, проте можуть уточнювати обставину місця, виражену вказівним словом (прислівниками «там», «тут», «туди», «звідти», «скрізь», «всюди»).
До головного речення підрядні місця приєднуються сполучними словами «де», «куди», «звідки» («Іди туди, звідки прийшов»).

#### Підрядні речення часу
Підрядні речення часу вказують на час місця дії, про яку йдеться в головному реченні і відповідають на питання «коли?» «відколи?» «доки?» «з якого часу?» «як довго?»
Вони стосуються головного речення в цілому і приєднуються до нього сполучними словами «як», «як тільки», «ледве», «коли», «поки», «доти», «скоро», «під час того як», «після того як».
Вказівними словами в головному реченні можуть виступати прислівники «тоді», «відтоді», «доти» («Він повернувся додому тоді, коли все скінчилося»).

#### Підрядні речення способу дії і ступеня
Підрядні речення способу дії вказують на спосіб (характер) дії, про яку йдеться в головному реченні і відповідають на питання як? яким способом?
Вони пояснюють один із членів речення і приєднуються до нього сполучниками «як», «що», «щоб», «аж», «ніби», «наче», «неначе», «мов», «немов», «ніж», «що…то» та сполучними словами «скільки», «наскільки», «як».
Вказівними словами в головному реченні можуть бути прислівники «так», «настільки», займенником «стільки» («Сергій подивився на Ольгу (так), наче вперше її побачив»).

#### Підрядні порівняльні речення
Підрядні порівняльні речення вказують на місце або напрям дії, про яку йдеться в головному реченні і відповідають на питання «як?» «як саме?» «подібно до чого?»
Вони пояснюють усе головне речення і приєднуються до нього сполучниками «як», «ніби», «неначе», «мов», «немов», «немовби», «немовбито» («Хмари насувалися, наче великі хвилі»).
Підрядні порівняльні речення можуть бути неповними («Ніби від землетрусу, здригнулася вся земля»).

#### Підрядні речення причини
Підрядні речення причини вживаються для вираження порівняння і відповідають на питання «чому?» «через що?» «з якої причини?»
Вони пояснюють головне речення в цілому і приєднуються до нього сполучниками «бо», «тому що», «через те що», «від того що», «завдяки тому що», «оскільки».
Вказівними словами у головному реченні можуть виступати прислівники «тому», «затим», сполука «через те»: «Прилинь, сизий орле, бо я одинокий» (Т.Шевченко).

#### Підрядні речення мети
Підрядні речення мети вказують на мету дії, про яку йдеться в головному реченні і відповідають на питання «для чого?» «з якою метою?» «навіщо?»
Вони стосуються всього головного речення і приєднуються до нього за допомогою сполучників «щоб», «для того щоб», «з тим щоб», «аби», «хай».
Вказівними словами у головному реченні можуть бути сполуки «для того», «на те», «з тим»: «Я посланий, щоб виконать закон» (Леся Українка).

#### Підрядні умовні речення
Підрядні умовні речення вказують на умову, за якої можливо те, про що йдеться в головному реченні і відповідають на питання «за якої умови»?
Вони пояснюють усе головне речення і приєднуються до нього за допомогою сполучників «якщо», «коли» (можна замінити на «якщо»), «коли б» (можна замінити на «якби»), «якби», «як», «аби», «тільки б».
Вказівним словом у головному реченні може бути прислівник «тоді» («Як рясно квітує горобина, то добрий буде урожай»).

#### Підрядні допустові речення
Підрядні допустові речення вказують на те, всупереч чому відбувається дія у головному реченні і відповідають на питання «незважаючи на що»?
Вони стосуються головного речення в цілому і приєднуються до нього сполучниками «хоч» («хоча»), «дарма що», «попри те що», «як не», «куди не», «хай» («нехай»): «Олена, хоч і була гострою на слово, змовчала».

#### Підрядні наслідкові речення
Підрядні наслідкові речення вказують на наслідок того, про що йдеться в головному реченні. Підрядні наслідкові речення не відповідають на питання.
Вони пояснюють головне речення в цілому, завжди стоять після нього і приєднуються до нього сполучником «так що»: Теплий туман стелився по полю і наливав балку по самі вінця, так що дерева потопали в ньому (Михайло Коцюбинський).
До підрядних наслідкових близькі за значенням підрядні супровідні речення. Вони приєднуються до головного речення займенником «що» у різних відмінках («Досить холодно, щоб іти так далеко»).

## Складнопідрядне речення з кількома підрядними
Складнопідрядне речення може включати кілька підрядних.
Головному реченню може бути підпорядковане безпосередньо тільки одне, а інші — підрядному чи різним підрядним.
Розрізняють послідовну, паралельну, однорідну і комбіновану підрядність.
Приклади:
- Послідовна — «Він писав свою книжку, тому що хотів, щоб стали трохи щасливішими люди, яких він любив».
- Паралельна — «Може, друзі, що любили, і кохані, що пішли, знов застелять, як стелили, юних бенкетів столи» (Михайло Коцюбинський).
- Однорідна — «Розкажи, як за горою Сонечко сідає, як у Дніпра веселочка Воду позичає» (Тарас Шевченко).
- Комбінована — «Коли б мене хтось спитав, що мені подобалося у дитинстві, я б йому відповів, що любив грати у шахи».

### Послідовна підрядність
Послідовна підрядність — це поступове підпорядкування, коли перше підрядне речення залежить від головного, друге — від першого підрядного і так далі.
Наприклад, у речення «Тоді він починав мріяти, бо тільки мрій йому не вистачало, щоб дійти верховин радості, які відкривалися перед ним у ці години» (Семен Скляренко) кожна наступна частина залежить від попередньої.

### Паралельна підрядність
Паралельна підрядність — це таке підпорядкування, за яким усі підрядні речення залежать від одного головного, але пояснюють у ньому різні члени речення або один і той же, тільки по-різному і відповідають на різні питання.
Наприклад, у реченні «Якщо не можна вітер змалювати, прозорий вітер на ясному тлі, — змалюй дуби, могутні і крислаті, котрі од вітру гнуться до землі» (Ліна Костенко).

### Однорідна підрядність
Однорідна підрядність — це таке підпорядкування, за яким усі підрядні речення залежать від одного й того ж слова головного речення і відповідають на одне і те ж питання.
Наприклад, у реченні «Я люблю, щоб сонце гріло, щоб гукали скрізь громи, щоб нове життя будило рух і гомін між людьми» (Петро Горецький) всі частини залежать від головної «Я люблю…» і відповідають на питання «що?».

### Комбінована підрядність
Комбінована підрядність — це підпорядкування різного характеру.
Наприклад, речення «Якби не жовте листя в садках, то можна було б подумати, що надворі не бабине літо, а справжнє літо» (Іван Нечуй-Левицький) містить спочатку дві послідовні частини, а потім одну паралельну.